# Случилось это зимой
«Случилось это зимой» — советский рисованный мультфильм 1968 года, экранизация рассказа Николая Носова «Три охотника», созданная режиссёрами Владимиром Пекарем и Владимиром Поповым.

## Сюжет
Однажды при встрече приятели — охотники делились комичными и увлекательными историями, которые произошли с ними на охоте. Так, одному пришлось убегать от волков, сидеть на высоком дереве в лютый мороз, скрываясь от хищников. Замёрзнув, он упал с дерева в сугроб, под которым оказалась медвежья берлога. Медведь раскидал волков, но далее охотнику пришлось убегать от медведя до самого дома.

## Съёмочная группа
| Автор сценария                      | Николай Носов                                    |
| Композитор                          | Евгений Крылатов                                 |
| Оператор                            | Нина Климова                                     |
| Звукооператор                       | Борис Фильчиков                                  |
| Художники:                          | Л. Рыбчевская, Елена Танненберг, Владимир Крумин |
| Ассистенты:                         | Лидия Модель, Лидия Никитина                     |
| Монтажёр                            | Валентина Турубинер                              |
| Редактор                            | Пётр Фролов                                      |
| Директор картины                    | Фёдор Иванов                                     |
| Режиссёры и художники-постановщики: | Владимир Попов, Владимир Пекарь                  |

### Комментарии
1. ↑  Имя и отчество уточнены по персональной странице на сайте Аниматор.ру[4].
2. ↑  Имя и отчество уточнены по персональной странице на сайте Аниматор.ру[5].
3. ↑  Имя и отчество уточнены по подписи к фотографии в журнале «Огонёк»[6].